# Schwalbe (Schiff, 1864)
Die Schwalbe war ein Schiff der Jäger-Klasse, einer Klasse von insgesamt fünfzehn Dampfkanonenbooten II. Klasse der Königlich Preußischen Marine, der Marine des Norddeutschen Bundes sowie der Kaiserlichen Marine.

## Bau und Dienstzeit
Die Mitte des Jahres 1859 bei der Stettiner Werft A. E. Nüscke bestellte Schwalbe lief am 14. Februar 1860 vom Stapel. Erst mit Beginn des Deutsch-Dänischen Krieges wurde das Schiff am 1. März 1864 offiziell in Dienst gestellt, obwohl es bereits 1860 zum Stützpunkt der Kanonenboote auf den Dänholm überführt worden war. Die Schwalbe wurde in der II. Flottillen-Division eingesetzt, geriet jedoch nicht in Gefechtsberührung mit dänischen Schiffen. Nach Kriegsende wurde das Kanonenboot wieder außer Dienst gestellt und auf dem Dänholm eingemottet.
Der Ausbruch des Deutsch-Französischen Krieges brachte die zweite und letzte Indiensthaltung der Schwalbe. Sie wurde am 24. Juli 1870 in Dienst gestellt und trat drei Tage später den Marsch durch den Eider-Kanal in die Nordsee an, wo sie im Vorpostendienst auf der Jade eingesetzt wurde. Bereits am 5. Oktober 1870 wurde das Kanonenboot in Geestemünde außer Dienst gestellt.

## Verbleib
Aufgrund des durch die Kaiserliche Werft Wilhelmshaven festgestellten schlechten technischen Zustands wurde die Schwalbe am 19. März 1872 aus der Liste der Kriegsschiffe gestrichen. Das Schiff diente anschließend mehrere Jahre als Minenprahm und wurde schließlich abgewrackt.

## Kommandanten
| 1. März bis Oktober 1864     | Fähnrich zur See / Leutnant zur See Karl August Deinhard |
| 24. Juli bis 5. Oktober 1870 | Leutnant zur See Ferdinand Krokisius                     |